# Koko (gorilla)
Koko, född 4 juli 1971, död 19 juni 2018, var en gorilla (hona) som, enligt Francine "Penny" Patterson, förstod mer än 1 000 ASL-tecken (det dominerande teckenspråket i USA) och omkring 2 000 ord på talad engelska. Koko föddes på San Francisco Zoo och levde större delen av sitt liv i Woodside, Kalifornien. Hon avled 19 juni 2018, 46 år gammal.